# Szentendre HÉV-állomás
Szentendre HÉV-állomás egy jelentős Pest vármegyei HÉV-állomás, amelyet a MÁV-HÉV üzemeltet Szentendrén.

## Története
A H5-ös HÉV vonal északi végállomásaként 1888-ban épült, hozzá kapcsolódóan a szerelvények karbantartását végző, 1914-ben átadott régi kocsiszínnel együtt, amelyet az 1980 körül épült nagy kapacitású járműtelep üzembe helyezését követően felhagytak. A HÉV állomás környéke (Állomás tér) még előtte nyerte el a mai formáját. 1978-ban az új Dunakanyar körút alatt a belváros felé vezető gyalogos aluljáró épült és a buszpályaudvar első ütemét is ekkor adták át. 1992-ben építették az állomás mai perontetőit és a felújított régi kocsiszínben ekkor nyílt meg a Városi Tömegközlekedési Múzeum.
2019-ben az állomáson POKET Zsebkönyvautomatát állítottak fel.

## Forgalom
| Járat | Útvonal | Gyakoriság      |
| ----- | --- | --------------- |
|       | Batthyány tér – Margit híd, budai hídfő – Szépvölgyi út – Tímár utca – Szentlélek tér – Filatorigát – Kaszásdűlő – Aquincum – Rómaifürdő – Csillaghegy – Békásmegyer – Budakalász – Budakalász, Lenfonó – Szentistvántelep – Pomáz – Pannóniatelep – Szentendre | 7-30 percenként |

## Megközelítés tömegközlekedéssel
- Helyközi busz:  868, 869, 870, 872, 873, 874, 876, 878, 879, 880, 882, 883, 884, 889, 890, 893, 895, 898
- Éjszakai busz:  943